# Tortyra hyalozona
Tortyra hyalozona là một loài bướm đêm thuộc họ Choreutidae. Loài này có ở Colombia.